# Nofuentes
Nofuentes es una localidad y una entidad local menor situada en la provincia de Burgos, comunidad autónoma de Castilla y León (España), comarca de Las Merindades, partido judicial de Villarcayo, capital del municipio de Merindad de Cuesta-Urria.

## Datos generales

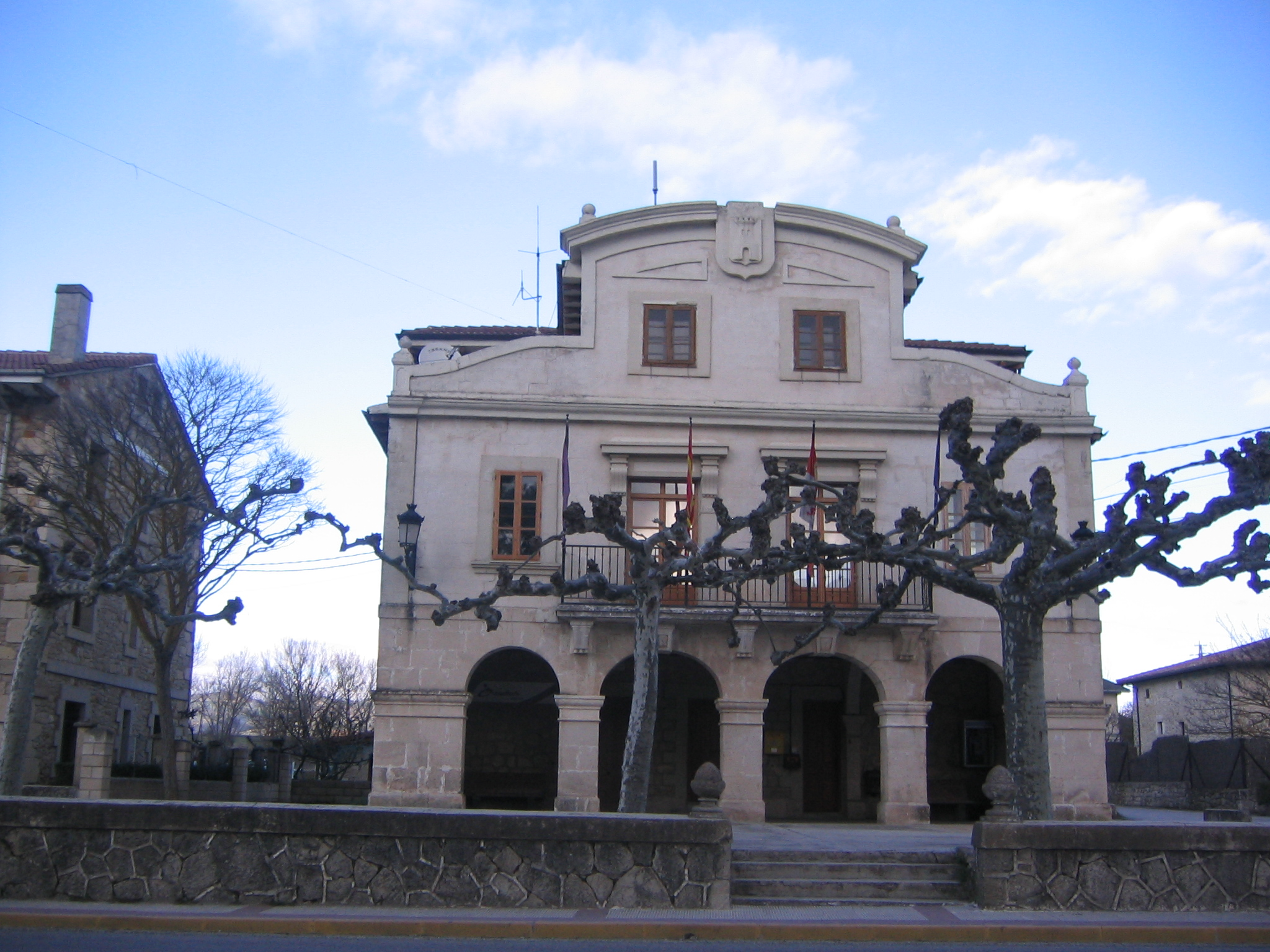
Casa consistorial.

En 2022 contaba con 98 habitantes. Está situada 80 km al norte de la capital de la provincia, Burgos, en la margen izquierda del río Nela.

## Comunicaciones
- Carretera: Carretera nacional N-629 entre Trespaderne y Medina de Pomar.
- Ferrocarril: Hasta su cierre en 1985 contaba con una estación, en el ferrocarril Santander-Mediterráneo.

## Situación administrativa
Entidad Local Menor cuyo alcalde pedáneo es José Pablo Quintanilla Rodriguez del Partido Popular.

## Historia

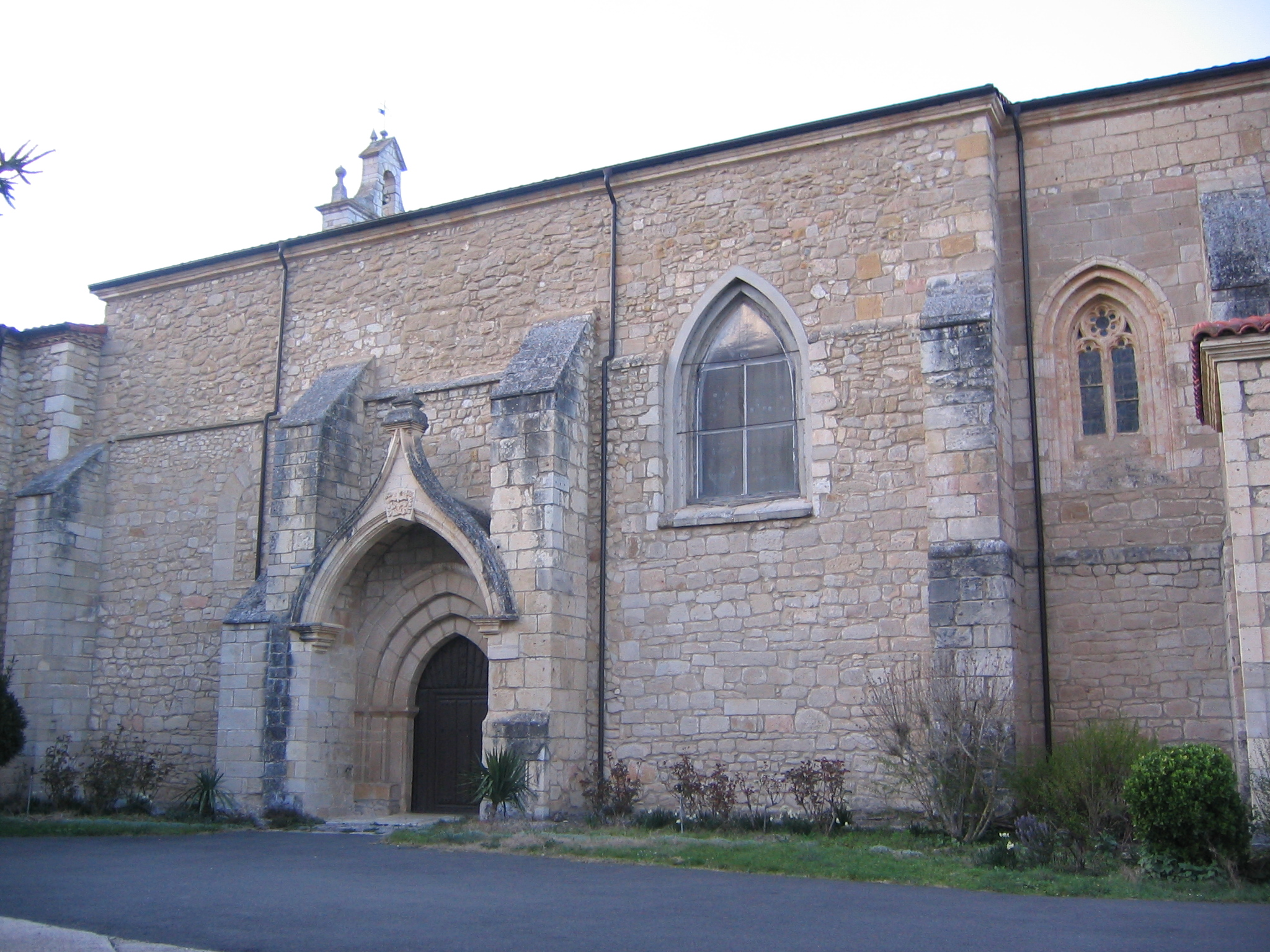
Convento de las Clarisas.

Villa perteneciente a la Merindad de Cuesta-Urria en el Partido de Castilla la Vieja en Laredo, con jurisdicción de realengo.
Durante la Guerra de Independencia, algunos de sus vecinos tuvieron un papel activo. El 10 de mayo de 1813, Eugenio Basurto Lences, natural de Villavedeo y soldado del 4.º Batallón de Iberia, muere en la villa riojana de Valgañón, lugar de la retaguardia donde este batallón hostigaba a las fuerzas napoleónicas en su retirara de Burgos a Vitoria. Gracias a los libros de parroquiales de dicho pueblo sabemos que está enterrado en la ermita de Santa Olalla.
A la caída del Antiguo Régimen la localidad queda agregada al ayuntamiento constitucional de Merindad de Cuesta-Urria, en el partido de Villarcayo perteneciente a la región de Castilla la Vieja, siendo su capital.
La localidad llegó a contar con una estación de ferrocarril perteneciente a la línea Santander-Mediterráneo, que estuvo operativa entre 1930 y 1985. En la actualidad la antigua línea férrea ha sido reconvertida en una vía verde.

## Fiestas y costumbres
Como fiestas locales el 15 de mayo, festividad de San Isidro Labrador y el 29 de junio, festividad de los santos Pedro y Pablo.

## Parroquia

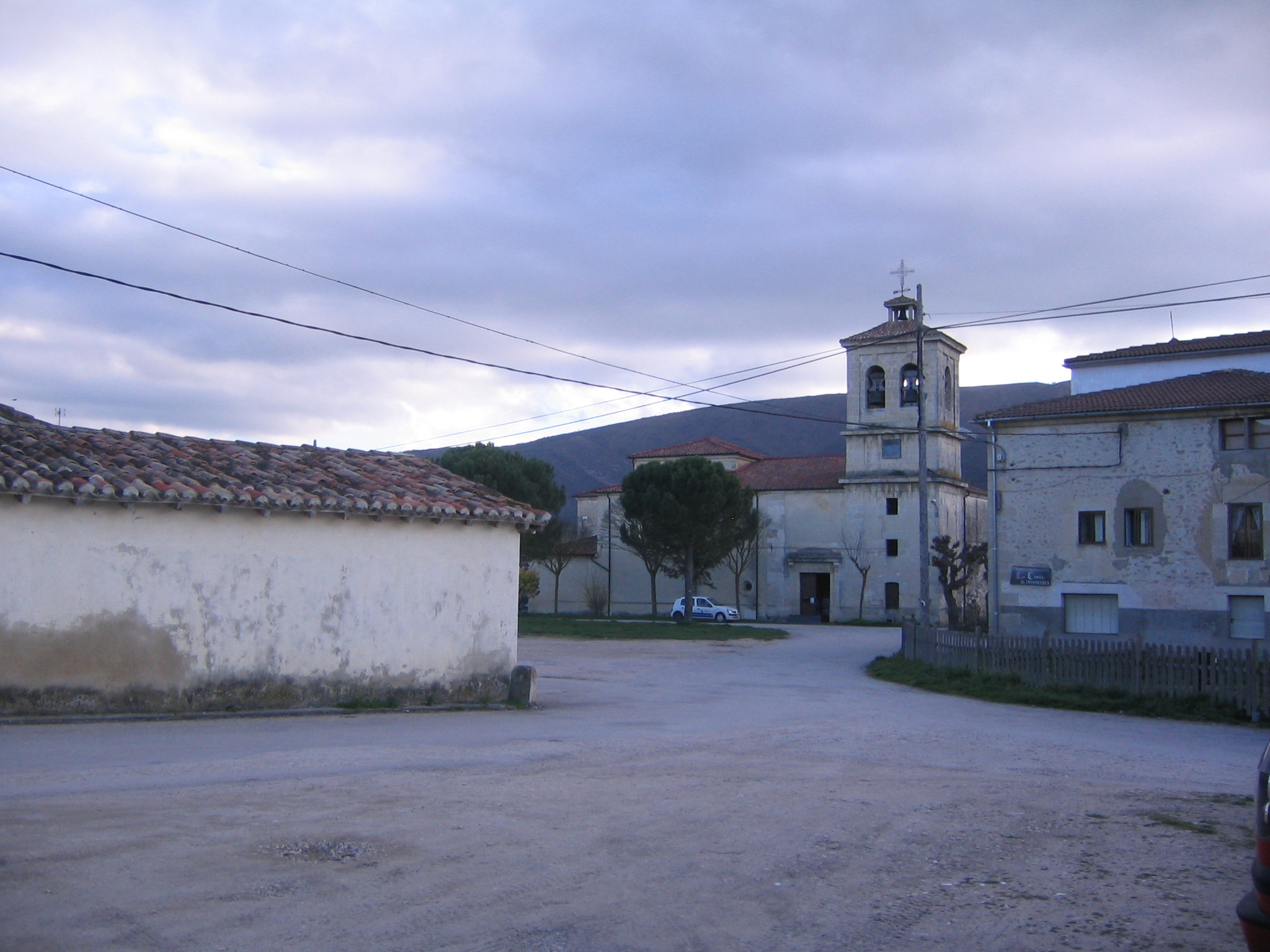
Iglesia de San Pedro y San Pablo.

Iglesia parroquial católica de San Pedro y San Pablo en el Arciprestazgo de Medina de Pomar, diócesis de Burgos. Dependen las siguientes localidades: Ael, Cebolleros, Mijangos, Las Quintanillas, Urria, Valdelacuesta, Villamagrín, Villapanillo, Villarán y Villavedeo y el convento de madres Clarisas de Nuestra Señora de Rivas.